# Wim Schepers

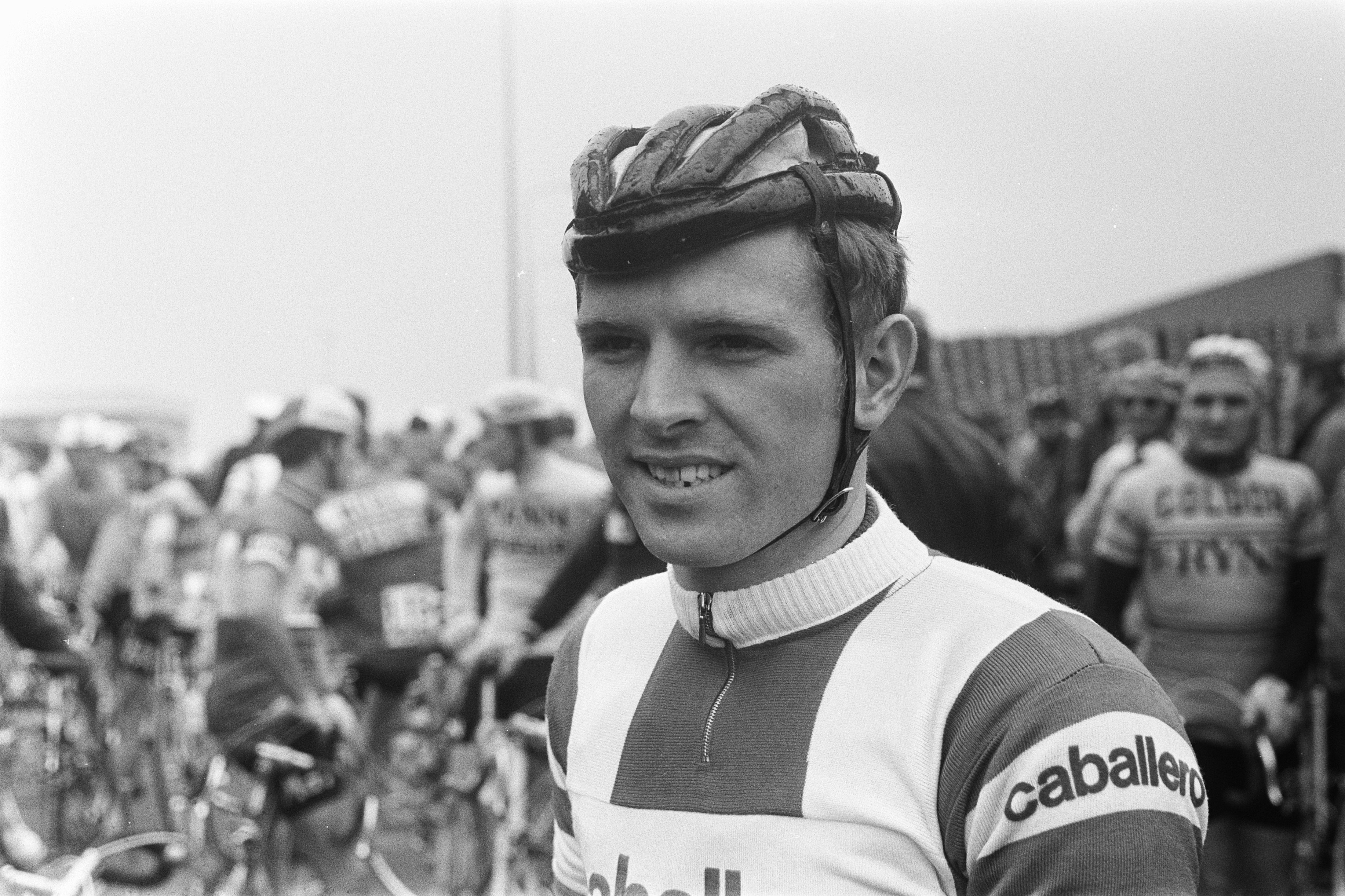
Wim Schepers, Amstel Gold Race 1970

Wim Schepers (Stein, 25 september 1943 – Meers, 25 september 1998) was een Nederlands wielrenner.

## Carrière
Schepers blonk met name uit in het middelgebergte waar hij zich met de beste renners kon meten. Hij was beroepsrenner van 1966 tot 1975 en won in die periode elf wedstrijden, waaronder twee etappes in de Dauphiné-Libéré. Verder behaalde hij enkele fraaie ereplaatsen in klassiekers en semi-klassiekers. Zijn meest aansprekende prestatie was in 1972 toen hij tweede werd in Luik-Bastenaken-Luik achter de ongenaakbare Eddy Merckx. In hetzelfde jaar werd hij vierde in Rund um den Henninger-Turm. 
Hij werd in 1966 vierde in de Ronde van Luxemburg en in 1969 tweede in de Ronde van België. In hetzelfde jaar won hij de Omloop Mandel-Leie-Schelde.

### Ronde van Frankrijk
In de Ronde van Frankrijk slaagde hij er na zijn debuut niet meer in zijn bijzondere kwaliteiten te tonen. In 1967 maakte hij zijn Tourdebuut als lid van de nationale Nederlandse ploeg, die werd geleid door Wout Wagtmans. Hij sprokkelde in die Tour enkele ereplaatsen bij elkaar, zoals de vierde plaats in de twaalfde etappe, die in Marseille finishte. Hij bezette de 25e plaats in het eindklassement.

### Ronde van Spanje
Opmerkelijk was zijn enige deelname, in 1971, aan de Ronde van Spanje. Hij reed voor de Nederlandse ploeg Goudsmit-Hoff van ploegleider Kees Pellenaars. Schepers klom in de slotweek naar de tweede plaats in het algemeen klassement. Hij eindigde op dinsdag 11 mei in de twaalfde etappe, de bergrit van Bilbao naar Vitoria,  als tweede achter winnaar Luis Ocaña. Hij stond zeventien seconden achter klassementleider Ferdinand Bracke. Een dag later kreeg Bracke een tijdstraf van dertig seconden omdat hij een bidon buiten de ravitaillering (bevoorradingspost) zou hebben aangenomen. Schepers nam daardoor de leiderstrui over.
De ploegleiding van Bracke ging met succes in beroep en de straf werd teruggedraaid.
Op vrijdagavond 14 mei werd bekend dat Schepers was betrapt op dopinggebruik in de twaalfde etappe naar Vitoria. Hij kreeg een tijdstraf van tien minuten en hij viel weg uit de top van het klassement. Hij reed het slotweekeinde uit en eindigde als vijftiende in de eindklassering, op 10 minuten en 19 seconden van winnaar Bracke. Hij was na Joop Zoetemelk (zesde) de tweede Nederlander.

### Na loopbaan
Nadat hij in 1974 was gestopt, werd hij ploegleider van Tim Oil. De profploeg hield  na een seizoen weer op te bestaan. Schepers ging in 1975 weer koersen, voor de Belgische ploeg Alsaver-Jeunet-De Gribaldy. Zijn rentree in het peloton duurde maar enkele maanden. Daarna ging hij werken als rijwielhersteller en was hij uitbater van een café. Hij nam met zijn vrienden deel aan trimtochten in zijn geliefde streek de Ardennen. 
Op 25 september 1998 overleed Wim Schepers op 55-jarige leeftijd in zijn woonplaats Meers aan een acute hartstilstand. John Schepers, zijn een jaar jongere broer, was ook wielrenner.

### Wielermonument

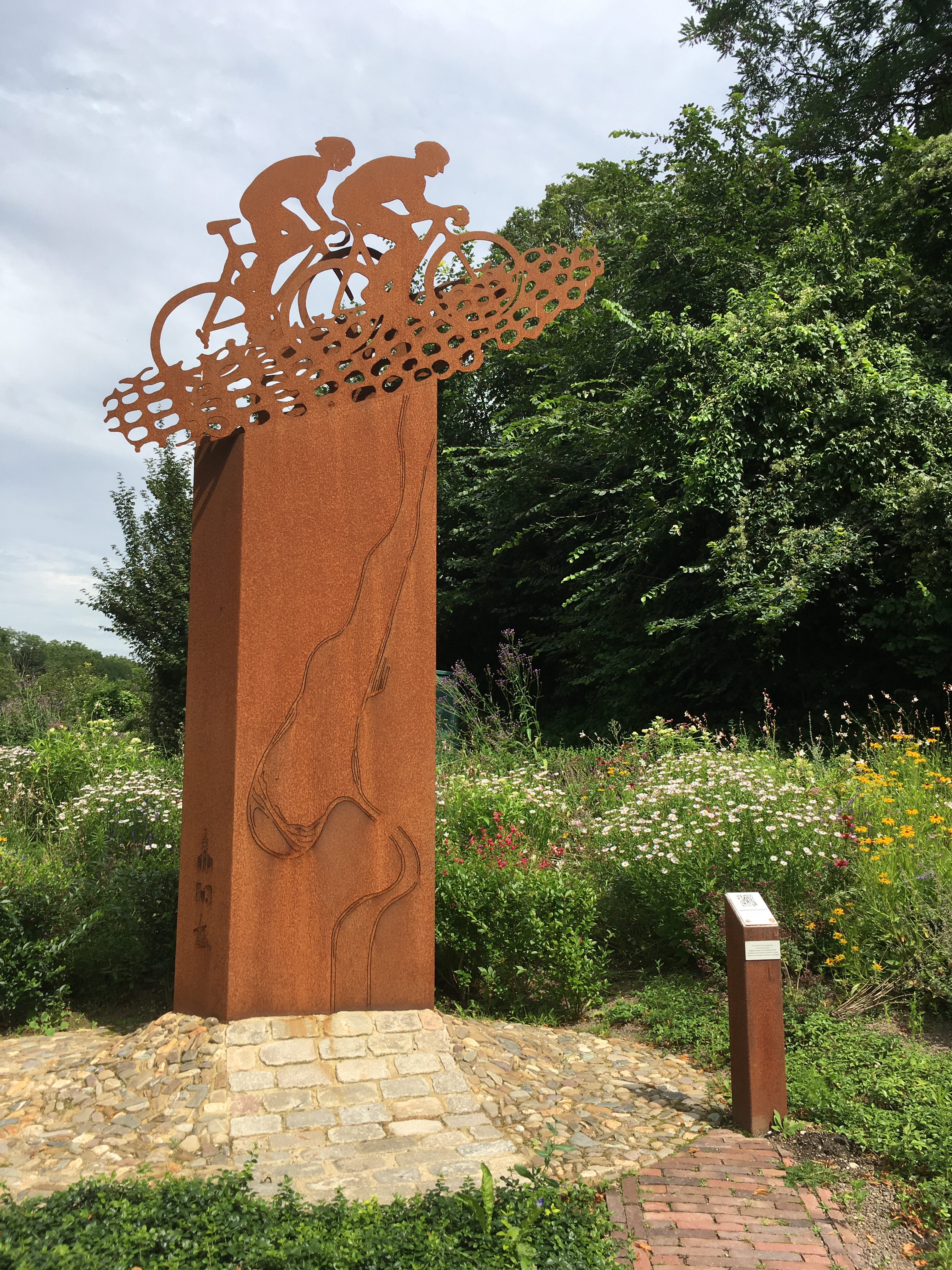
Het wielermonument.

Op  15 september 2019 werd in Elsloo een wielermonument onthuld aan de voet van de Maasberg. Het monument is een eerbetoon aan de wielerhelden uit de voormalige gemeente Elsloo en de gemeente Stein zoals Arie den Hartog, Sjefke Janssen, Jan Nolten, Wim Schepers en Harrie Steevens. Het monument was ook een ode aan de Maasberg, de enige kasseienberg in Nederland, die vaak een markant punt was bij wielerkoersen in Zuid-Limburg. De Elslose kunstenares José Fijnaut ontwierp de sculptuur van 4,5 meter hoog.

## Belangrijkste overwinningen en ereplaatsen

### Amateur
1964
- 2e in de 2e etappe Ronde van Belgisch Limburg

1965
- 1e in de 1e etappe deel b Ronde van Oostenrijk
- 1e in de 6e etappe Ronde van Oostenrijk
- 2e in de 1e etappe Ronde van Belgisch Limburg
- 2e in het eindklassement Ronde van Belgisch Limburg

### Profs
1966
- 1e in de GP van Nederland
- Manx Premier Trophy

1967
- 3e bij het NK op de weg, elite
- 14e in Luik-Bastenaken-Luik
- 2e in de Tour du Condroz
- 3e in de 5e etappe Ronde van Frankrijk

1968
- 3e in de 3e etappe Parijs-Nice
- 2e in de Omloop van Midden-België

1969
- 2e in het eindklassement Ronde van België
- 3e in de 1e etappe Ronde van België
- 2e in de 4e etappe Ronde van België
- 1e in de Omloop Mandel-Leie-Schelde

1970
- 1e in de 2e etappe deel a Dauphiné Libéré
- 1e in de 2e etappe deel b Dauphiné Libéré
- 2e in de 4e etappe Ronde van België
- 1e in de Omloop van de Zes Provinciën
- 1e in de 4e etappe Vierdaagse van Duinkerke

1971
- 2e in de 4e etappe Ronde van Zwitserland
- 3e in de 9e etappe Ronde van Spanje
- 16e in Luik-Bastenaken-Luik

1972
- 2e in de 2e etappe Ronde van Luxemburg
- 2e in de 5e etappe Ronde van België
- 2e in Luik-Bastenaken-Luik
- 3e in Hyères

1973
- 1e in de proloog, ploegentijdrit Ronde van België
- 14e in Luik-Bastenaken-Luik

## Resultaten in voornaamste wedstrijden
| Jaar | Ronde van Italië | Ronde van Frankrijk | Ronde van Spanje |
| ---- | ---------------- | ------------------- | ---------------- |
| 1966 |                  |                     |                  |
| 1967 |                  | 25e                 |                  |
| 1968 |                  | buiten tijd         |                  |
| 1969 |                  |                     |                  |
| 1970 |                  | opgave              |                  |
| 1971 |                  |                     | 15e              |
| 1972 |                  | buiten tijd         |                  |
| 1973 |                  | opgave              |                  |

| Jaar | Milaan-San Remo | Gent-Wevelgem | Ronde van Vlaanderen | Parijs-Roubaix | Amstel Gold Race | Luik-Bast.‑Luik | Waalse Pijl | Rund um den Henninger-Turm | E3 Harelbeke |
| ---- | --------------- | ------------- | -------------------- | -------------- | ---------------- | --------------- | ----------- | -------------------------- | ------------ |
| 1966 |                 |               |                      |                | 17e              |                 |             |                            |              |
| 1967 |                 |               | 81e                  | 61e            | 4e               | 14e             |             |                            |              |
| 1968 |                 | 34e           | 39e                  |                | 5e               | 6e              | 26e         | 4e                         | 10e          |
| 1969 | 81e             | 28e           |                      |                | 20e              | 5e              |             | 4e                         |              |
| 1970 |                 |               |                      |                | 10e              |                 | 12e         | 5e                         |              |
| 1971 |                 | 35e           |                      | 19e            | 26e              | 16e             | 24e         |                            |              |
| 1972 | 62e             | 9e            | 35e                  | 28e            | 16e              | ↑               | 8e          | 4e                         |              |
| 1973 |                 |               |                      |                | 28e              | 14e             | 22e         | 4e                         |              |